# Mureșenii Bârgăului, Bistrița-Năsăud
Mureșenii Bârgăului (maghiară Marosborgó) este un sat în comuna Tiha Bârgăului din județul Bistrița-Năsăud, Transilvania, România. La recensământul din 2002 avea o populație de 1657 locuitori.